# Коптская католическая церковь
Коптская католическая церковь (лат. Ecclesia Catholica Coptorum, араб. الكنيسة القبطية الكاثوليكية‎, копт. Ϯⲉⲕ̀ⲕⲗⲏⲥⲓⲁ ⲛ̀ⲣⲉⲙ̀ⲛⲭⲏⲙⲓ ⲛ̀ⲕⲁⲑⲟⲗⲓⲕⲏ, «Египетская католическая церковь») — одна из восточнокатолических церквей, придерживающихся александрийской литургической традиции со статусом патриархата. Является церковью Sui iuris в полном общении со Святым Престолом. Коптская католическая церковь возникла в результате заключения унии с Римом части Коптской церкви. Резиденция главы церкви находится в Каире, Египет. С 2013 года патриархом Коптской католической церкви является Ибрагим Исаак Сидрак. По состоянию на 2017 год численность коптов-католиков составляет более 187 тысяч человек, при этом большинство верующих проживают в Египте. Отдельные приходы церкви находятся в Европе, Северной Америке, Австралии и на Ближнем Востоке.

## Исторический очерк
После пятого крестового похода (1217—1221) в Египте осуществлялась католическая миссионерская деятельности среди коптов. Первые переговоры об унии Коптской церкви с Католической церковью были проведены на Ферраро-Флорентийском соборе (1438—1445). Коптская делегация во главе с игуменом монастыря святого Антония Андреем согласилась вступить в унию с Римско-католической церковью и 4 февраля 1442 года был принят декрет «Cantate Domino» о воссоединении Коптской церкви с Римом. Однако это не привело к фактическому единству церквей. Во время Тридентского собора (1545—1563), папа Пий IV (1559—1565) предлагал коптскому патриарху Гавриилу VII (1525—1568) прислать делегацию на Собор, однако переговоры не дали результата. В течение XVI—XVII веков папы Григорий XIII (1572—1585) и Климент VII (1592—1608) направляли в Египет миссии иезуитов и капуцинов и продолжили переговоры с коптами об унии. При этом османские власти Египта активно препятствовали богословскому диалогу между католиками и коптами. В 1594—1597 годах делегации, направленные патриархом Гавриилом VIII (1587—1603) в Рим признали папское первенство, католическое исповедание веры и подтвердили от имени патриарха декларацию об унии. Однако из-за противодействия противников унии в Коптской церкви, декларация Гавриила VIII не была обнародована. 

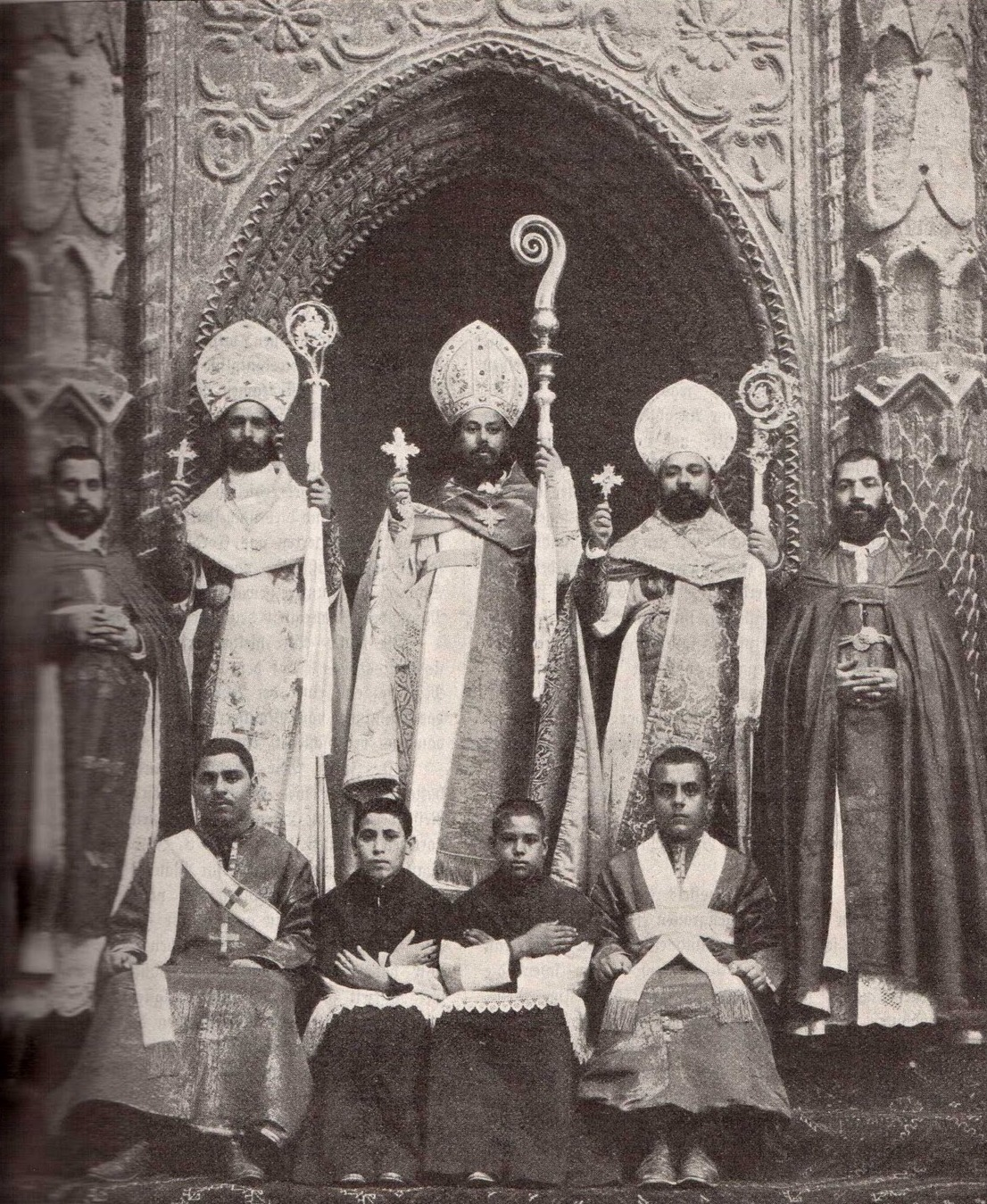
Патриарх Кирилл Макарий (1899—1908) (в центре) с коптскими католическими епископами, священниками, диаконами и аколитами, около 1900 года

В 1701—1705 годах по поручению папы Климента XI (1700—1721) два монаха Маронитской католической церкви вели переговоры об унии с коптским патриархом Иоанном XVI (1676—1718), которые вновь окончились безрезультатно. В 1741 году коптский архиепископ Иерусалима Анастасий перешёл в католицизм. В связи с этим, папа Бенедикт XIV (1740—1758) учредил апостольский викариат для коптов-католиков. Хотя Анастасий вскоре вернулся в Коптскую православную церковь, линия коптских апостольских викариев была продолжена францисканцами. В 1824 году папа Лев XII (1823—1829) буллой «Petrus apostolorum» преобразовал коптский католический викариат в Александрийский патриархат. В 1829 году патриархат был признан властями Османской империи и получено разрешение на строительство католических церквей. В 1893 году после обращений коптов-католиков в Рим, было достигнуто соглашение о выходе их общин из-под окормления миссии францисканцев и передаче францисканских церквей и монастырей Коптской католической церкви. В 1895 году папа Лев XIII (1878—1903) повторно учредил коптский патриархат и в 1899 году возвёл епископа Кирилла (1899—1908) в ранг патриарха с титулом «Патриарх Александрии и всех коптов». При этом копты-католики приняли некоторые латинские церковные традиции (к примеру причащение мирян под одним видом и целибат священнослужителей).
В 1908 году в связи с трудностями организации церковной жизни, патриарх Кирилл сложил с себя полномочия предстоятеля и удалился в Ливан. После этого престол католического Александрийского патриарха оставался вакантным до 1947 года. В 1947 году папа римский Пий XII (1939—1958) назначил Александрийским патриархом коптов Марка Хузама. После его смерти в 1958 году, патриарший престол занял епископ Стефанос Сидарусс. Патриарх Стефанос участвовал в работе Второго Ватиканского собор (1962—1965) и в 1965 году был возведён в сан кардинала. Впоследствии сан кардинала получили также коптские католические патриархи Стефанос II Гаттас (1986—2006) и Антоний Нагиб (2006—2013). В связи с изменением политической ситуации в Египте после революции 2011—2013 годов и прихода к власти «Братьев-мусульман» часть членов католической общины Египта эмигрировала в Европу и Северную Америку.

## Современное состояние

### Статистика
Высший орган церковного управления — Синод епископов во главе с патриархом Александрийским. Резиденция патриарха расположена в Каире. Приверженцы Коптской католической церкви живут в Египте, Европе (Париж), Северной Америке (Лос-Анджелес, Нью-Йорк, Торонто) и Австралии (Сидней, Мельбурн). Большинство коптов-католиков проживают в Каире, Александрии и нескольких деревнях Верхнего Египта. Общая численность коптов-католиков по данным Annuario Pontificio за 2017 год превышает 187 тысяч верующих. В 2017 году в церкви насчитывалось 7 епархий, 7 епископов, 169 приходов и 287 священников. В Коптской католической церкви отсутствуют монастыри восточной традиции, сравнимые с монастырями Коптской православной церкви. Существует несколько монашеских общин, построенных по образцу западных монашеских орденов. Образование священники получают в патриаршей семинарии Святого Льва в Маади (район Каира).

### Административное устройство

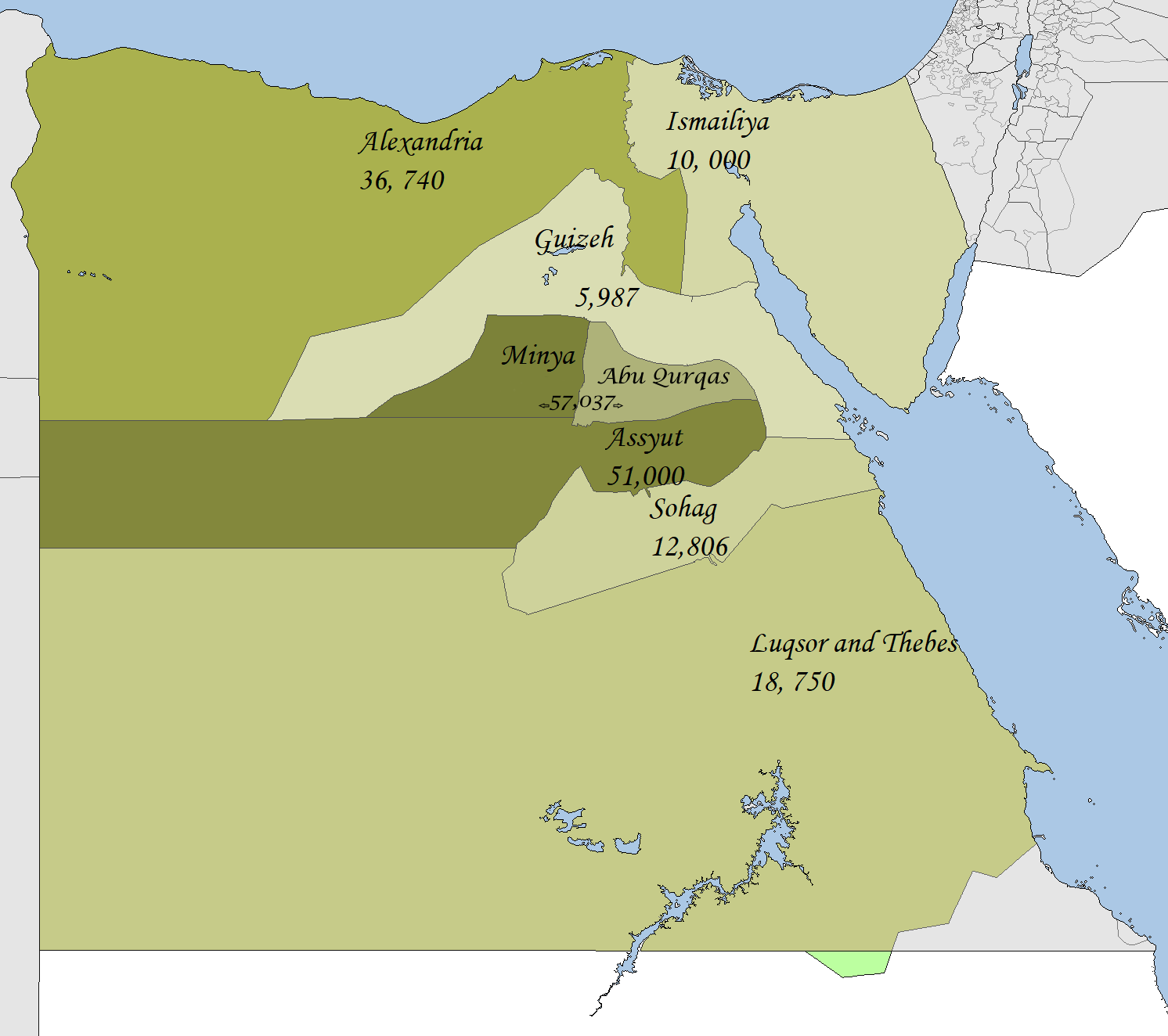
Юрисдикция Коптской католической церкви

В состав коптской католической церкви (по состоянию на 2021 год) входят патриарший диоцез Александрии и 8 епископств в Египте с центрами в Абу-Куркасе, Александрии, Асьюте, Гизе, Исмаилии, Луксоре, Минье и Сохаге. 
- Патриархат Александрии Коптской (образован в августе 1824 года);
  - Епархия Абу-Куркаса (образована в январе 2020 года);
  - Александрийская епархия (образована в ноябре 1895 года);
  - Епархия Асьюта (образована в августе 1947 года);
  - Епархия Гизы (образована в марте 2003 года);
  - Епархия Исмаилии (образована в декабре 1982 года);
  - Епархия Луксора (образована в ноябре 1895 года);
  - Епархия Сохага (образована в сентябре 1981 года);
  - Епархия Эль-Миньи (образована в ноябре 1895 года).

### Отношения с Коптской православной церковью
Неофициальные коптско-католические богословские контакты прошли в рамках работы экуменической организации «Pro Oriente» в 1971, 1976 и 1988 годах в Австрии. Данные собеседования были сосредоточены на христологических темах и способствовали подписанию совместной христологической декларации папы римского Павла VI и коптского патриарха Шенуды III в 1973 году. Поскольку коптский предстоятель выразил обеспокоенность прозелитической деятельностью Коптской католической церкви среди коптов-нехалкидонитов, по настоянию Шенуды III в тексте декларации был осуждён прозелитизм.
В этом же 1973 году был начат двусторонний богословский диалог между Католической и Коптской церквями. Смешанная комиссия по диалогу между Католической и Коптской церквями проводила заседания с 1974 по 1992 годы. В заседаниях диалога, в составе католической комиссии участвовали иерархи и богословы Коптской католической церкви (викарный епископ патриарха, епископы Миньи и Исмаилии, ректор семинарии в Маади). 12 февраля 1988 года одним из результатов богословского диалога стало подписание совместной христологической декларации между католическими членами Смешанной международной комиссии по диалогу с Коптской церковью и предстоятелем Коптской православной церкви Шенудой III. Со стороны Коптской католической церкви данное соглашение подписали 9 священнослужителей, во главе с патриархом Стефаносом II. Несмотря на развитые отношения между католиками и Коптской церковью, официальный диалог был прерван по инициативе Коптской православной церкви из-за фактов прозелитизма Католической церкви в Египте.
Представители Коптской католической церкви также принимали участие в заседаниях Смешанной международной богословской комиссии по диалогу между Католической и Древневосточными церквями, с католической стороны, в том числе участвовали в выработке совместных заявлений «Природа, Конституция и Миссия Церкви» (2009) и «Способ общения в жизни ранней церкви и его последствия для нашего поиска общения сегодня» (2015). Отношения между коптами-католиками и приверженцами Коптской православной церкви в Египте характеризуются как дружественные, реализуются пастырские программы сотрудничества. C 2014 года ежегодно 10 мая (дата встречи папы Павла VI и патриарха Шенуды III в 1973 году) отмечается «день дружбы коптов и католиков» (англ. Day of Friendship between Copts and Catholics).

## Богословие

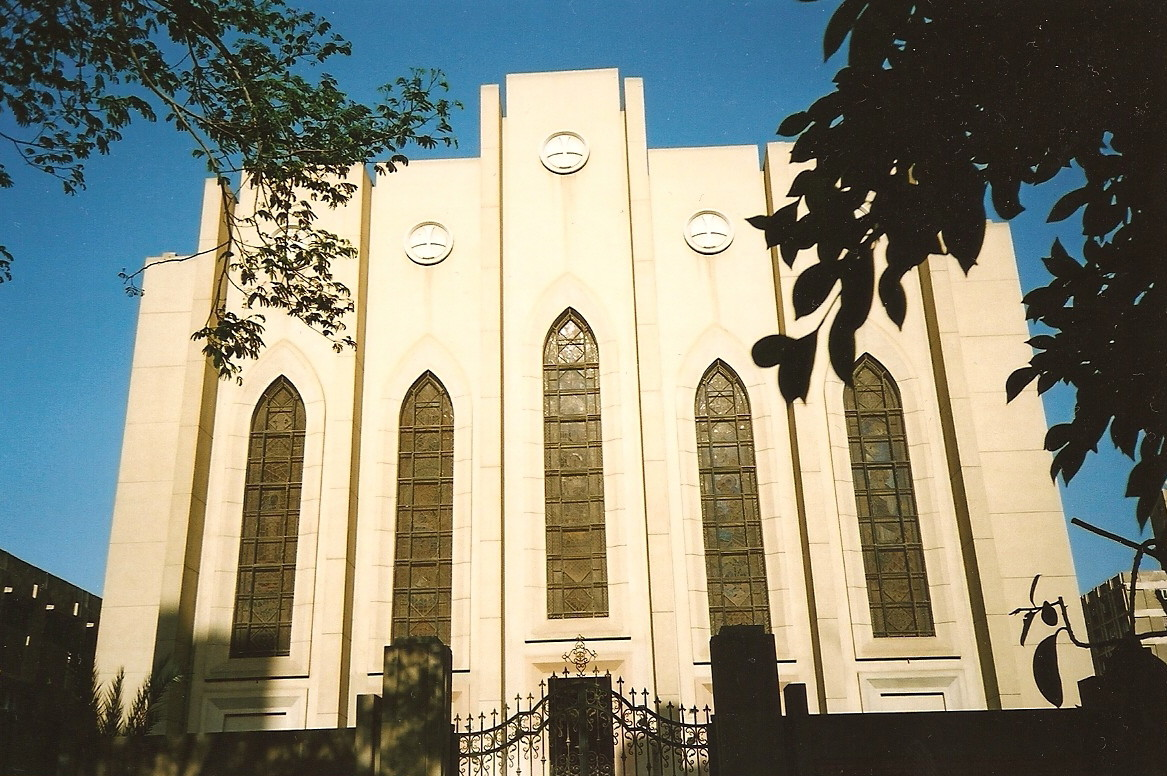
Собор Пресвятой Богородицы (Каир) (Каир)

Коптская католическая церковь находится в полном вероучительном единстве с Римско-католической церковью и исповедует все католические догматы, в том числе Филиокве, папский примат, чистилище, догматы о Богородице. Церковный календарь отражает юрисдикционное и догматическое единство с Апостольским престолом. Копты-католики празднуют латинские церковные праздники (например День всех усопших верных, праздник непорочного зачатия Девы Марии), память западных святых (например Фома Аквинский, Игнатий де Лойола), а также святых, канонизированных в других восточнокатолических церквях (например святой Шарбель, Иосафат Кунцевич). 
Христологическое богословие Коптской католической церкви соответствует халкидонской традиции, признавая две природы во Христе, Халкидонский собор (451) и томос папы Льва I. В Символе веры Коптской католической церкви, изданном в 1971 году присутствует традиционная для католической пневматологии вставка Филиокве (от Отца и Сына). В обоснование данного догмата приведены ссылки на текст Нового Завета (Ин. 14:26, Ин. 15:26, Ин. 16:7, Откр. 22:1).

## Каноническое право
Основным документом канонического права Коптской католической церкви, как и других восточнокатолических церквей, является Кодекс канонов Восточных церквей (лат. Codex canonum Ecclesiarum Orientalium), принятый 18 октября 1990 года конституцией «Sacri canones». Патриарх Коптской католической церкви избирается синодом епископов, после чего папа римский утверждает его кандидатуру и новоизбранному предстоятелю вручается паллий. Синод церкви также назначает епископов, которые затем утверждаются в Ватикане.

## Богослужение
Коптская католическая церковь в богослужении использует коптский обряд александрийской литургической традиции. Литургия современной Коптской католической церкви возникла из византийской литургии, приписываемой святому Иоанну Златоусту, с частью сирийских и других элементов. Копты-католики также используют литургии Василия, Марка, Иакова и Григория. 
Богослужебные книги написаны на коптском языке, причём арабский язык дублируется параллельными колонками, хотя апостольские чтения и чтение Евангелия ведутся на арабском языке. В Коптской католической церкви получила распространение арабская Библия, изданная иезуитами в Бейруте в 1876—1880 годах.